# Vägen till Betlehem
Vägen till Betlehem (engelska: The Nativity Story) är en amerikansk långfilm om Jesu födelse. Den hade biopremiär i USA den 1 december 2006.

## Handling
Filmen beskriver i stora drag den bibliska berättelsen om hur Josef och Maria begav sig från Nasaret till Betlehem. Under vistelsen i Betlehem föddes Jesus och uppvaktades av både herdar och kungar. Fokus ligger på Marias upplevelser och bildspråket ligger nära den traditionella kristna konstens.

## Om filmen
Mike Rich började arbeta på filmmanuset den 1 december 2005 och precis på dagen ett år senare hade filmen premiär. New Line Cinema gick med på att finansiera filmen, trots att flera andra filmbolag hade liknande filmer på gång. Därför påskyndande man inspelningen så att den kunde ha premiär lagom till julen år 2006 för att undvika konkurrens. Filmen spelades in i Italien, i städerna Matera och Craco, samt både i Basilicata, och i Cinecittà i Rom. Andra scener filmades i Ouarzazate, Marocko. Det blev den första filmen någonsin vars urpremiär ägde rum i Vatikanen.
Filmen är baserad på Matteusevangeliet och Lukasevangeliet från Bibeln.

## Rollista (i urval)
- Keisha Castle-Hughes - Maria
- Oscar Isaac - Josef
- Hiam Abbass - Anna
- Shaun Toub - Jojakim
- Ciarán Hinds - Kung Herodes
- Shohreh Aghdashloo - Elisabet
- Stanley Townsend - Sakarias
- Alexander Siddig - Ärkeängel Gabriel

### Fotnoter
1. ↑  ”The Nativity Story” (på engelska). Box Office Mojo. 1 december 2006. http://www.boxofficemojo.com/movies/?id=nativity.htm. Läst 7 september 2016.
2. ↑  ”Nativity (2006) Filming Locations” (på engelska). imdb. http://www.imdb.com/title/tt0762121/locations?ref_=tt_dt_dt. Läst 18 december 2013.